# نادي التخسيس
نوادي التخسيس هي مجموعات دعم لتشجيع فقدان الوزن من خلال اتباع نظام غذائي صحي واللياقة البدنية. المعروفة باسم برامج التحكم في الوزن، الموصى بها من قبل الخدمة الصحية الوطنية في المملكة المتحدة منذ عام 2007.
عادةً ما تكون نوادي التخسيس العامة مشاريع تجارية  وتتميز عن المجموعات السريرية انها غير هادفة للربح، والتي عادة ما تكون قصيرة الأجل بطبيعتها، ومجموعات اثنتا عشرة خطوة مثل مفرطو الأكل المجهولون ، والتي تعالج إدمانات الطعام. تقوم بعض الشركات بتغطية رسوم العضوية لموظفيها، إذا كانت الصحة مسألة أو كان الموظفون ملزمين بتناسب المساحات الصغيرة.
تم تأسيس وايت وتشرز، وهي واحدة من أندية التخسيس الأكثر شعبية، في الولايات المتحدة في عام 1961 ، عندما بدأت ربة منزل تعرف باسم جين نيدتش مجموعة دعم في منزلها في كوينز- المملكة المتحدة، فبذلك تم تأسيس عالم التخسيس في ديربيشاير
في عام 1969. قامت روزماري كونلي بتأسيس نادي تخسيس بريطاني آخر، وهو الآن على الإنترنت فقط.
من المرجح أن تنضم النساء إلى الأندية في المملكة المتحدة على الرغم من ارتفاع نسبة سمنتها بين الرجال ؛ أدت فكرة أن فقدان الوزن هي قضية نسوية والتي ادت إلى الطلب على اندية.
في الثقافة الشعبية البريطانية، ظهرت أندية التخسيس في مشاهد الكوميدية Little Britain وكذلك المسلسل التلفزيوني Fat Friends الذي تحول إلى مسرحية موسيقية.